# Paraphisis turnar
Paraphisis turnar är en insektsart som beskrevs av Rentz, D.C.F. 2001. Paraphisis turnar ingår i släktet Paraphisis och familjen vårtbitare. Inga underarter finns listade i Catalogue of Life.